# Ernst Weber
Ernst Weber (Viena, 6 de setembro de 1901 — Columbus (Carolina do Norte), 16 de fevereiro de 1996) foi um engenheiro elétrico estadunidense nascido na Áustria.
Foi um pioneiro em tecnologias de micro-ondas e desempenhou um papel importante na história do Instituto Politécnico da Universidade de Nova Iorque, onde fundou em 1945 o Microwave Research Institute (depois renomeado como Weber Research Institute em sua homenagem). Weber foi o primeiro presidente do Instituto de Engenheiros Eletricistas e Eletrônicos (IEEE) e um dos fundadores da Academia Nacional de Engenharia dos Estados Unidos (NAE).

## Educação e anos iniciais na Áustria e Alemanha
Weber nasceu em Viena em 1901. Em 1924 graduou-se em engenharia, e começou a trabalhar na Siemens-Schuckert como engenheiro elétrico, inicialmente em Viena. No meio tempo obteve dois doutorados, um em 1926 na Universidade de Viena e outro em 1927 na Universidade Técnica de Viena. No começo de 1929 foi para a matriz da Siemens-Schuckert em Berlim e começou a lecionar na Universidade Técnica de Berlim.

## Prêmios e condecorações
Ernst Weber recebeu diversos prêmios e condecorações, incluindo:
- A Medalha James H. Mulligan Jr. IEEE de Educação em 1960, “por excelência como um professor de ciências e engenharia elétrica, por contribuições criativas em pesquisa e desenvolvimento, por ampla liderança profissional e administrativa e acima de tudo por sua abordagem considerando as relações humanas”[5]
- A Medalha Fundadores IEEE em 1971, “por liderança no avanço da profissão de engenharia elétrica e eletrônica nos campos da educação, sociedades de engenharia, indústria e governo”[6]
- O Prêmio Carreira Microondas da IEEE Microwave Theory and Techniques Society em 1977[7]
- A Medalha Nacional de Ciências do presidente Ronald Reagan em 1987[8]
- Em sua homenagem, o IEEE renomeou em 1996 o IEEE Engineering Leadership Recognition Award‎ como IEEE Ernst Weber Engineering Leadership Recognition.[9]

## Livros
Ernst Weber; Frederik Nebeker (1994). The Evolution of Electrical Engineering: A Personal Perspective. [S.l.]: IEEE Press. ISBN 0-7803-1066-7